# 勒什诺夫城堡

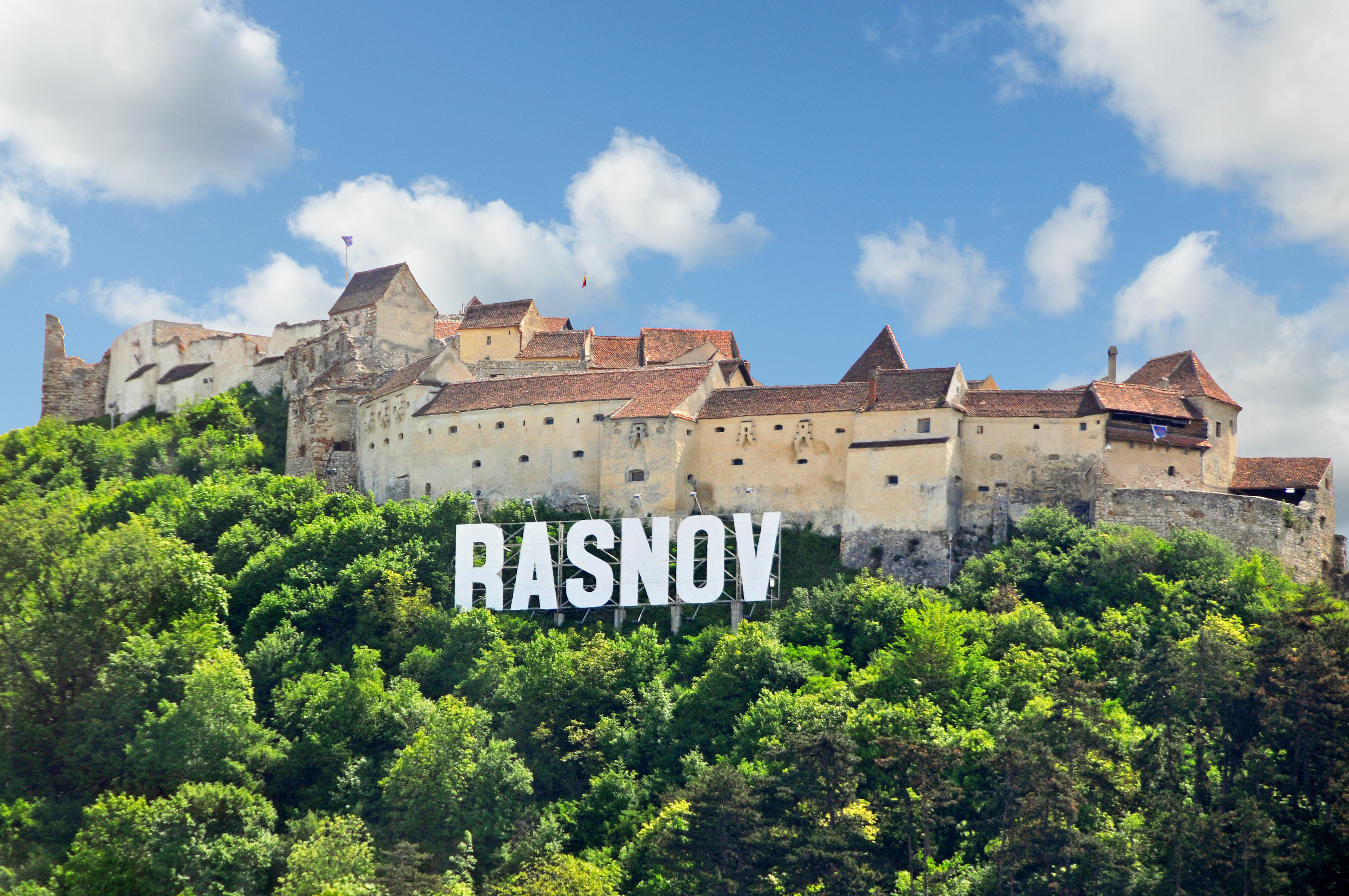

勒什诺夫城堡（羅馬尼亞語：Cetatea Râșnov）是罗马尼亚布拉索夫县勒什诺夫的一座城堡。勒什诺夫城堡由勒什诺夫的农民建造，是特兰西瓦尼亚防御外敌侵略的城堡之一。